# Speed metal
Genres dérivés
Thrash metal, power metal
Le speed metal est un sous-genre du heavy metal, ayant émergé au début des années 1980. Le terme est initialement utilisé par les journalistes pour désigner les groupes de heavy metal traditionnel qui accéléraient le tempo de certaines de leurs chansons parfois sous l'influence du hardcore. Il s'agit donc d'une forme stylistique à part entière souvent considérée comme préliminaire au thrash metal dans l'évolution du heavy metal dans les années 1980. Cependant, l'emploi du terme est sujet à confusion, car il est aussi parfois entendu comme un synonyme des genres dérivées de celui-ci : le thrash metal et le power metal.

## Caractéristiques
Le speed metal est une forme de heavy metal ayant émergé au début des années 1980 et qui met tout particulièrement l'accent sur la vitesse d'exécution en tant que paramètre fondamental dans la construction des chansons. Au cours des années 1970, de nombreuses chansons avaient posé les prémices de ce genre en explorant la vitesse en tant que paramètre fondamental de toute une chanson  notamment Highway Star et Fireball de Deep Purple, Stone Cold Crazy de Queen, Ace of Spades de Motörhead ou encore Exciter de Judas Priest. Ces deux dernières furent parmi les premières chansons de metal à avoir recours à l'usage de la double grosse caisse. Mais avant cela, Fireball de Deep Purple (1971) avait déjà recours au jeu de double-pédales en double-croches sur une seule grosse caisse. Exciter de Judas Priest poussa la technique à un nouveau degré de vitesse. Le morceau Fast as a Shark du groupe Accept (1982) représente un tournant dans l’essor du genre, en ce qu’il entérine tous les acquis de ses prédécesseurs et finit de poser les codes qui seront employés par la suite dans le genre et ses dérivés. En cela elle constitue l'une des toutes premières chansons caractéristique du speed metal,,. Les canadiens Exciter, et Anvil jouèrent également un rôle crucial dans l'essor du genre. À ce titre, l'album Metal on Metal (1982) d'Anvil est parfois considéré comme le chaînon manquant entre la NWOBHM et le thrash metal américain qui se développera par la suite. L'album Heavy Metal Maniacs (1983) de Exciter est généralement considéré comme l'un des tout premiers albums de speed metal à part entière de l'histoire, aux côtés de Kill 'Em All (1983) des américains Metallica, premier album de speed metal ayant connu la consécration.
Les chansons de speed metal ont recours à des rythmiques en « double-time feel » ; il s'agit d'un terme provenant du jazz et désignant le procédé qui consiste à multiplier les valeurs d'une partie rythmique par deux, au regard du tempo indiqué, tout en gardant une progression harmonique standard en rapport avec le tempo (une progression deux fois plus lente que la dynamique rythmique induite). Cela donne l’impression que la chanson va deux fois plus vite que son tempo. Dans une mesure en 4/4, cet effet rythmique est obtenu à la batterie par la réduction rythmique sur deux temps d’une phrase rythmique de rock classique de quatre temps, ce qui donne une illusion d'accélération de la musique par deux par rapport au tempo donné. La caisse claire ne marque plus les second et quatrième temps, mais les levées intermédiaires entre chaque temps, donnant ainsi l’impression que la métrique a été multiplié par deux. Il s'agit d'un procédé qui devient un élément fondamental du genre.
L'introduction de la technique de la double grosse caisse, employé sur Exciter, puis sur Fast as a Shark, accentuant encore plus le sentiment de vitesse, deviendra une des caractéristiques marquantes du genre. Fast as a Shark est ainsi construite sur une rythmique fulgurante en « double-time feel » sur un tempo de 140 BPM. Mike Portnoy, batteur du groupe de metal progressif Dream Theater, se rappelle qu'à l'époque, cette partie de batterie était certainement l'une des choses les plus rapides qu'on pouvait trouver. Depuis, cette vitesse a été dépassée. D’autres groupes ont poussé encore plus loin l'utilisation de tempos rapides, VanValkenburg cite notamment les titres Raining Blood de Slayer et Pleasure to Kill de Kreator qui utilisent aussi une rythmique en « double-time » mais en poussant la vitesse jusqu'à des tempi de 250 BPM.

## Terminologie
Le terme speed metal est parfois sujet à ambiguïté. Si l'on l'envisage dans son contexte originel, le terme est censé désigner une forme de metal extrême préliminaire ayant précédé puis évolué vers le thrash metal et le power metal. Mais comme l'observaient certains auteurs comme le musicologue Dr Robert Walser, le speed est parfois vu[Par qui ?] comme un synonyme du thrash metal. Si ces sous-genres sont parfois vus comme équivalents, de par leur filiation, certains auteurs comme Ian Christe insistent sur les différences. Pour ajouter à l'imbroglio, un nouvel emploi encore différent du terme « speed metal » semble avoir émergé dernièrement dans le milieu du power metal (européen). Le site MetalCrypt.com note que le terme speed metal a été parfois repris ces derniers temps dans un sens différent de son usage originel pour désigner exclusivement une des tendances du power metal qui privilégie une vitesse extrême (Dragonforce, Wizard, Cryonic Temple). Mais d'après le site, cet emploi n'a rien à voir avec l'usage originel du terme. Par ailleurs les groupes comme Dragonforce préfèrent décrire leur style comme étant de l'extreme power metal.

### Différence avec le thrash
Le speed metal est souvent assimilé indifféremment au thrash du fait de sa parenté, mais il existe bien à la base une différence, même si elle reste minime. Au début, faute de recul historique, thrash et speed étaient souvent considérés comme des synonymes. Et d’ailleurs au début des années 1980, le terme speed metal était privilégié d’une façon globale. Ce n’est que dans la seconde moitié des années 1980 que les deux ont commencé à être distingués[réf. nécessaire]. Le speed se distingue du fait qu’il préserve les sonorités médiums du heavy metal traditionnel, et n’a pas encore le son lourd du thrash (les fréquences basses ne sont pas encore mises autant en avant). Le speed préserve une partie de la mélodicité du heavy metal traditionnel. Par ailleurs, si speed et thrash ont tous les deux recours au jeu de batterie à des rythmes en double pédale de grosse caisse et les skanks beats, le speed privilégie plus généralement les rythmes en double pédale de grosse caisse tandis que le thrash privilégie plus volontiers les skank beats.

### Différence avec le power metal
Les désignations du terme « power metal » ont souvent varié au cours de l'histoire du metal. Mais le sens du terme s'est cristallisé à la fin des années 1990 pour désigner principalement une forme de metal combinant le speed metal et la mélodicité du heavy metal traditionnel, développé par des groupes comme Helloween, Gamma Ray et Blind Guardian. C'est avec ce dernier qu'il y a parfois confusion par rapport au speed metal originel. On[Qui ?] tend en effet à confondre speed metal et power metal (heavy-speed mélodique). Mais il y a pourtant une différence notable entre les deux. Dans les années 1980, le terme power metal ne désignait pas encore les groupes de speed metal mélodique.
Helloween, à l’origine avec son premier EP et son album Walls of Jericho jouait du pur speed metal, par la suite avec les albums Keeper of Seven Keys I et II, ils se sont un peu plus adouci et ont donné naissance à une forme plus mélodique du speed qui allait être plus tard désigné sous le terme de Power metal. À l’époque on les appelait indifféremment du speed metal, voire simplement du heavy metal. Ce n’est qu’à la fin des années 1990, avec l’arrivée d’une nouvelle vague de groupes de speed mélodique inspirés par Helloween, que le terme power metal a été employé pour désigner cette forme de speed. Le speed metal se distingue du power metal du fait d’une texture plus âpre et plus agressive, et n’a pas toute la mélodicité qui caractérise le power metal. Par la suite le power metal a engendré d’autres sous genres tel le power metal symphonique qui à cet égard peut être vu aussi par extension comme un sous genre du speed.

## Groupes notables

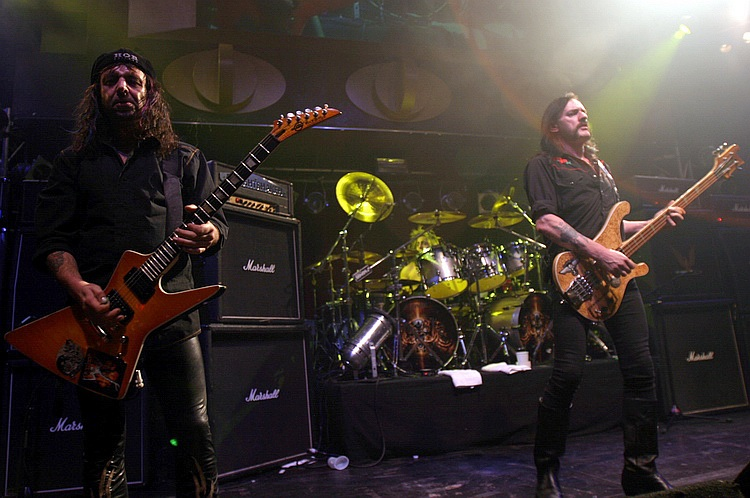
Motörhead, sur scène en 2005.

Ci-dessous une liste de quelques groupes qui ont joué rôle important dans l'essor du genre. Il faut rappeler que le speed n'a souvent été qu'un style préliminaire pour de nombreux groupes. Hormis quelques exceptions notables comme Exciter, peu de groupes sont restés entièrement dans ce genre. La plupart des groupes originellement speed ont très vite évolué vers le thrash (Metallica, Megadeth, Anthrax, Overkill), là où d'autres se sont acheminés vers le power metal (Helloween, Gamma Ray, Blind Guardian). Il faut également préciser que certains groupes de heavy metal traditionnel comme Judas Priest, Accept, U.D.O ou Anvil ont abordé fréquemment le style du speed, même s'ils sont restés principalement fidèles à leur style d'origine. Cette liste ne comprend donc que des groupes ayant abordé (même occasionnellement) ou joué un rôle dans l'essor du speed. Ne sont donc pas compris les groupes de pur thrash comme Kreator ou les groupes de power metal comme Dragonforce.
Les groupes de speed metal incluent : Accept (dans certains albums ou certaines chansons seulement), Acid, ADX, Annihilator, Anthrax (en tout début de carrière avant d'évoluer vers le thrash, puis le groove metal),, Anvil (dans certains albums ou certaines chansons seulement), Agent Steel, Blind Guardian (en début de carrière avant d'évoluer vers le power metal), Cacophony, Exciter, Flotsam and Jetsam (en début de carrière avant d'évoluer vers le thrash), Gamma Ray (en tout début de carrière, avant d'évoluer vers le power metal), Grave Digger, Helloween (en tout début de carrière, avant d'évoluer vers le power metal), Judas Priest (dans certains albums ou certaines chansons seulement), Lonewolf, Metallica (en tout début de carrière avant d'évoluer vers le thrash et d'autres styles), Motörhead, Megadeth (en tout début de carrière avant d'évoluer vers le thrash, puis le heavy), Rage, Overkill (en début de carrière avant d'évoluer vers le thrash), Racer X, Razor, Running Wild, Venom et Whiplash.